# Facultad de Ciencias Económicas y Empresariales (Universidad de Granada)
La Facultad de Ciencias Económicas y Empresariales de Granada es un centro docente perteneciente a la Universidad de Granada, dedicado a la docencia e investigación de los estudios relacionados con la economía y las ciencias empresariales.
El centro fue creado en 1934 como la Escuela de Comercio de Granada. En 1970 se pasó a llamar Escuela Universitaria de Estudios Empresariales y en febrero de 1989 a su actual nombre de Facultad de Ciencias Económicas y Empresariales.
Se encuentra en el Campus Universitario de Cartuja, muy cercana a la Facultad de Psicología y a la Facultad de Filosofía y Letras

## Docencia
Actualmente en la Facultad de Ciencias Económicas y Empresariales de la Universidad de Granada se imparten los siguientes estudios universitarios oficiales:
- Grado en Administración y Dirección de Empresas
- Grado en Economía
- Grado en Finanzas y Contabilidad
- Grado en Marketing e Investigación de Mercados
- Grado en Turismo
- Doble Grado en Administración y Dirección de Empresas y Derecho (impartido conjuntamente con la Facultad de Derecho)
- Máster Universitario en Marketing y Comportamiento del Consumidor
- Máster Universitario en Economía y Organización de Empresas
- Máster Universitario en Economía
- Máster Universitario Técnicas Cuantitativas en Gestión Empresarial
- Máster Universitario en Formación del Profesorado de ESO y Bachillerato Especialidades en: 
  - Economía, Empresa y Comercio
  - Hostelería y Turismo

La facultad también oferta un amplio abanico de estudios propios de posgrado.

## Instalaciones y servicios
El edificio de la Facultad es el que aloja todos los servicios del centro: aulas docentes, servicios administrativos, cafetería, servicio de reprografía y cinco aulas de informática. El mismo edificio también aloja la Biblioteca Universitaria de Ciencias Económicas y Empresariales. En 2015 se concluyó la construcción de un segundo edificio anexo al principal, el cual alberga aulas y despachos de profesores.

## Departamentos Docentes
La Facultad de Ciencias Económicas y Empresariales de Granada cuenta con un amplio listado de departamentos que imparten docencia en dicha facultad, además es la sede principal de todos los departamentos docentes relacionados con la economía, las finanzas, la contabilidad y la gestión empresarial. Concretamente, tienen sede en la facultad los siguientes departamentos:
- Departamento de Comercialización e Investigación de Mercados
- Departamento de Economía Aplicada
- Departamento de Economía Financiera y Contabilidad
- Departamento de Economía Internacional y de España
- Departamento de Métodos Cuantitativos Para la Economía y la Empresa
- Departamento de Organización de Empresas
- Departamento de Teoría e Historia Económica